# Philippe Piat
Philippe Piat (* 18. Juni 1942 in Casablanca) ist ein ehemaliger französischer Fußballspieler und Gewerkschaftsvorsitzender. In der letztgenannten Funktion ist er bis in die Gegenwart Präsident der französischen Profispielergewerkschaft UNFP und steht auch dem globalen Gewerkschafts-Dachverband FIFPro vor.

## Spielerkarriere
Der im seinerzeit noch französischen Marokko geborene Philippe Piat spielte im Erwachsenenalter zunächst beim Zweitligisten AS Cannes und dem Amateurklub Cercle Laïque Dijon. 1965 wechselte der Stürmer zum Erstdivisionär Racing Strasbourg. Bei den Elsässern bestritt er zwar 29 der 38 Punktspiele, schoss dabei auch neun Tore und beendete die Saison als Liga-Achter. Aber in der Endspielelf, die den Landespokal gewann, fehlte sein Name; dabei hatte er im Achtel- und Viertelfinale insgesamt vier der sechs Treffer Racings erzielt. Es folgte ein Jahr bei der AS Monaco, in dem ihm sogar 16 Treffer gelangen, was ihm unter den Ligatorjägern den sechsten Platz eintrug. Dennoch kehrte er 1967 nach Strasbourg zurück, wo er in den folgenden drei Jahren unangefochtener Sturmführer war und 1970 – als frisch gewählter Präsident der Profifußballergewerkschaft (siehe weiter unten) – mit seiner Mannschaft als Liga-Fünfter seine bis dahin beste Platzierung erreichte. In der Saison 1969/70 bedeuteten Piats 20 Punktspieltreffer sogar Platz vier unter allen Torschützen.
Dennoch unterschrieb er anschließend beim FC Sochaux, mit dem er die Saison 1971/72 sogar auf dem dritten Platz in der Division 1 abschloss und 1971 wie 1972 wiederum weit oben in der Torjägerliste auftauchte (21 bzw. 17 Treffer, 5. bzw. 8. Rang). In der Winterpause 1972/1973 kehrte Piat nach insgesamt 240 Erstligaspielen, in denen er 101 Treffer erzielt, aber keinen Titel gewonnen hatte, noch einmal in die zweite Liga zurück; bei Stade Laval beendete er 1974 auch seine Spielerkarriere.

### Vereinsstationen
- 1963/64 AS Cannes
- 1964/65 Cercle Laïque Dijonnais
- 1965/66 Racing Strasbourg
- 1966/67 AS Monaco
- 1967–1970 Racing Strasbourg
- 1970–Ende 1972 FC Sochaux
- Anfang 1973–1974 Stade Laval

## An der Spitze der Fußballergewerkschaft
Philippe Piat hatte sich schon früh der Union Nationale des Footballeurs Professionnels angeschlossen. Im September 1969 wählten die Gewerkschaftsmitglieder ihn als Nachfolger Michel Hidalgos erstmals zu ihrem Präsidenten. Diese Funktion bekleidete er auch Ende 2014 noch, als er für zwei weitere Jahre wiedergewählt wurde; allerdings hat Piat sich schon frühzeitig um seine Nachfolge gekümmert und seit 2006 mit Sylvain Kastendeuch einen gleichberechtigten Co-Präsidenten.
Von 2005 bis 2007 stand er auch der Fédération Internationale des Associations de Footballeurs Professionnels vor; seither ist er Präsident der europäischen Kontinentaluntergliederung dieses Dachverbands. Im Oktober 2013 wurde er als Nachfolger von Leonardo Grosso abermals zum Präsidenten der FIFPro gewählt.